# うらなみ (護衛艦)
うらなみ（ローマ字：JDS Uranami, DD-105、ASU-7005）は、海上自衛隊の護衛艦。あやなみ型護衛艦の3番艦。艦名は「浦に寄せる波」に由来し、この名を受け継ぐ日本の艦船としては神風型駆逐艦 (初代)「浦波」、吹雪型駆逐艦「浦波」に続き3代目に当たる。

## 艦歴
「うらなみ」は、昭和30度計画1,700トン型警備艦1605号艦として、川崎重工業神戸工場で1957年2月1日に起工され、1957年8月29日に進水、1958年2月27日に就役し、横須賀地方隊に直轄艦として編入された。
1958年（昭和33年）3月16日、横須賀地方隊隷下に新編された第8護衛隊に「あやなみ」とともに編入。同年8月から海上自衛隊第2回目の遠洋練習航海に参加。
同年10月25日、第8護衛隊が第1護衛隊群隷下に編成替え。
1959年（昭和34年）4月1日、第1護衛隊群隷下に新編された第9護衛隊に「あやなみ」とともに編入。
1960年（昭和35年）5月から第4回遠洋練習航海に参加。
1962年（昭和37年）から1963年（昭和38年）にかけての特別修理工事の際に装備の近代化工事も実施され、未装備であった電波探知装置(ESM)NOLR-1が後檣に装備、捜索用ソナーをOQS-14へ、攻撃用ソナーをOQY-2へ換装した。
1968年（昭和43年）6月から第12回遠洋練習航海に参加。
1969年（昭和44年）3月15日、第9護衛隊が第3護衛隊群隷下に編成替え。
1971年（昭和46年）2月1日、第9護衛隊が護衛艦隊隷下に新編された第4護衛隊群隷下に編成替え。
同年、対潜攻撃能力強化工事が実施され、短魚雷落射機を撤去し、68式3連装短魚雷発射管を2基搭載。
1983年（昭和58年）3月30日、第9護衛隊が廃止となり、特務艦に種別変更され、艦籍番号がASU-7005に変更。呉地方隊に直轄艦として編入され、定係港が呉に転籍。
1986年（昭和61年）12月25日、除籍。

## 登場作品
『ハワイ・ミッドウェイ大海空戦_太平洋の嵐』（1960年、東宝）
本艦は1960年公開の本作品に撮影協力し、艦上での撮影が行われた。
『サブマリン707』（小沢さとる、1963年）
707と給油艦ぶんごを救援し、敵艦を砲撃して撤退させた。